# Lambertus Christoffel Vonk
Lambertus Christoffel Vonk, né le 9 mars 1757 à Rotterdam et mort le 4 février 1846 à La Haye, est un homme politique néerlandais.

## Biographie
Marchand à Rotterdam, Vonk participe à la première révolution batave, entre 1783 et 1787. Membre de l'exercitiegenootschap de la ville, il en devient le commandant et la conduit à Utrecht en août 1786 pour participer au grand rassemblement des exercitiegenootschappen des Provinces-Unies. Après la répression de la révolution par les troupes prussiennes en septembre 1787, Vonk s'enfuit dans le nord de la France.
Il retourne aux Provinces-Unies en 1795 avec les troupes françaises du général Pichegru. Avec le rapide succès de la révolution et la fuite du stathouder Guillaume V d'Orange, la nouvelle République batave signe un traité de paix et d'alliance avec les Français le 16 mai 1795. Pour protéger le territoire batave d'une invasion britannique ou prussienne, l'une des clauses prévoit que 25 000 soldats français y seront stationnés et entretenus par la République batave. Vonk est désigné pour intégrer le conseil de l'administration des troupes françaises.
L'année suivante, il est élu député de Rotterdam le 27 janvier 1796. La première Assemblée nationale de la République batave se réunit un mois plus tard, le 1er mars. Vonk y siège parmi les unitaristes. Le 6 août 1797, il signe avec onze députés unitaristes comme fédéralistes tels que Pieter Vreede, Coert Lambertus van Beyma ou Hendrik Midderigh une adresse au peuple batave l'appelant à rejeter le projet de constitution soumis au référendum deux jours plus tard. Réélu en septembre 1797, il devient secrétaire de l'Assemblée après le coup d'État unitariste du 22 janvier 1798. Il est arrêté le 12 juin suivant, après un nouveau coup d'État anti-unitariste. Emprisonné à la Huis ten Bosch de La Haye et considéré comme l'un des prisonniers les plus intransigeants, il n'est libéré qu'en novembre.
Le 30 mars 1799, Vonck devient secrétaire de l'administration du département du Texel. En 1806, il intègre le conseil des finances de la Hollande avant d'entamer une carrière d'avocat, une fois diplômé en droit en 1811.

## Publications
- Geschiedenis van de landing van het Engels-Russische leger in Noord-Holland enz. in den jare 1799 (Histoire du débarquement de l'armée anglo-russe en Hollande méridionale en 1799)